# منظمة الكشافة الإيرانية

مجموعة من الكشافيين في أوائل ستينيات القرن المنصرم.

ُتعد إيران واحدة من بين 29 دولة في العالم توجد فيها حركة كشفية، ولكنها في الوقت الحالي لا تمتلك منظمة كشفية وطنية معترف بها رسميًا من قبل المنظمة العالمية للحركة الكشفية (WOSM). وعلى الرغم من وجود تاريخ طويل للحركة الكشفية في البلاد، إلا أن غياب الاعتراف الرسمي يعكس التحديات السياسية والاجتماعية التي واجهت هذه الحركة على مر العقود.
ظهرت الحركة الكشفية في إيران لأول مرة في عام 1925، خلال فترة حكم رضا شاه بهلوي، حيث بدأت كمبادرة شبابية تهدف إلى تنمية المهارات القيادية والوطنية لدى الشباب الإيراني. وقد لاقت الحركة رواجًا بين الطلاب والمجتمع التعليمي، وتم تأسيس عدد من الفرق الكشفية في مختلف المدن، لا سيما في طهران والمدن الكبرى.
على مر العقود، شهدت الحركة الكشفية الإيرانية فترات من الازدهار والانكماش تبعًا للظروف السياسية والاجتماعية السائدة. ففي بعض الفترات، تم دعمها من قبل الحكومة وكانت جزءًا من النشاطات التربوية المدرسية، في حين أنها في فترات أخرى، وخاصة بعد الثورة الإسلامية عام 1979، واجهت قيودًا وتراجعت أنشطتها بشكل ملحوظ.
آخر ظهور رسمي موثق للحركة الكشفية في إيران كان في عام 2003، ومنذ ذلك الحين لم يتم إحياءها بشكل فعّال أو تنظيمها ضمن إطار وطني رسمي ينضوي تحت مظلة المنظمة العالمية. ومع ذلك، لا تزال هناك جهود فردية ومبادرات محلية محدودة للحفاظ على روح الحركة الكشفية بين الشباب، إلا أنها تفتقر إلى التنظيم والتنسيق اللازمين للاعتراف الدولي.
على الرغم من التحديات، فإن وجود تاريخ عريق للحركة في إيران يعكس اهتمام الشباب والمجتمع بالمشاركة في أنشطة تساهم في تنمية المهارات، الانضباط، وحب الوطن، وهو ما يمكن أن يشكل قاعدة لإعادة إحياء هذه الحركة مستقبلاً إذا ما توفرت الظروف والدعم المناسبين

## روابط خارجية
- الموقع الرسمي

(بالفارسية)